# Popmundo
Popmundo (antes llamado Popomundo) es un videojuego de navegador creado por ExtraLives AB (creadores también de Hattrick). El juego consiste en tomar el control de un personaje y embarcarlo en la búsqueda de la fama y el estrellato en el mundo musical, así como socializar con otros personajes, llegar a crear familias y poder desarrollar otras carreras (como la de médico, bombero, político... etc).
Popomundo es un juego de rol que se puede jugar de manera gratuita sin límite de tiempo, aunque existen opciones de pago, como hacerte miembro VIP y con ello desbloquear algunos beneficios extra que ayudan a organizar y planificar la vida del juego. Entre ellas; estadísticas VIP (que aquí pone los números de HT, zombis exterminados, actividades, relaciones, hits, autógrafos, entre otras opciones) también tienen otras opciones extras  como la agenda de direcciones, calendario, notas, marcadores, accesos directos, teléfono móvil, buscador de universidades,  funcionalidad de lista de eventos avanzada, planificación manual del transporte, ver las medias estrellas, asistente de compras (sirve para hacer compras sin tener que desplazarte a la tienda), pago automático de facturas... 
Disponen también de ventajas en el foro relacionadas con mensajes creados por mi, mensajes marcados, mensajes para mi, respuestas desde la última conexión.
Además ser VIP también permite adquirir algunas mejoras para el rol, como el blog del personaje, escribir letras de canciones, declaración, firma del foro e imágenes de local, ser CEO, intercambiar objetos hechos a mano. 
Algún contenido como tener hijos o adquirir el pase de la cripta, . Para crear empresas y locales es preciso, ser poseedor de una "licencia de compañía" por un coste adicional, mediante créditos, otro de las opciones de pago del juego. 
Los usuarios gratuitos pueden, pese a todo, desarrollar una carrera musical completa sin restricciones. 

## Desarrollo del juego
Si bien el objetivo primario del juego es convertir al personaje en una estrella musical, las posibilidades son mayores. Popmundo intenta imitar al mundo real en muchos aspectos, incluyendo la interrelación entre personajes y las procedencias de países, ciudades, etc. Para ello tienes que aprender habilidades, mejorarlas y ir avanzando como si fuera la vida misma. Existe toda una cantidad de ciudades de las cuales los personajes pueden ser ciudadanos actualmente 49 ciudades para ser exacto (Londres, Buenos Aires, Nashville, Río de Janeiro, Madrid, etc.); se puede viajar entre ellas por avión o por ruta terrestre. Por el mismo motivo, los personajes suelen tener un trabajo normal, por lo menos al principio, con el que poder mantener su economía y los gastos asociados a su carrera musical, pudiendo ser empleados (o dueños, si uno adquiere "la licencia de compañía") de locales de ensayo, tiendas, clubes, bancos, etc.
El sistema de puntuación se basa en logros, estos se clasifican en logros genéricos (compartidos para popmundo y the great heist) son todos aquellos que pueden hacer todos, logros del mundo musical y logros del mundo criminal. Algunos logros son secretos, es decir que no salen en la tabla de logros como pueden ser porque ya no se pueden conseguir o porque siempre han sido secretos. (No hay miedo a los zombis, yo apoyo al juego...entre otros) 
Es importante decir que podéis tener un personaje en popmundo (mundo musical) y otro the great heist (mundo criminal) que compartan la misma cuenta. Aunque no significa que los personajes no puedan cambiar de mundo. Hay gente que cuando ha conseguido lo más alto en uno, cambia al otro para seguir obteniendo logros. 
En Popmundo se asume normalmente el rol de un personaje que, en solitario o junto a otros miembros, crea una banda de cualquier género. El objetivo para quien crea su banda es ascender a lo más alto del ranking y ser reconocido por todos. Para ello deberá estudiar diversas estrategias, invertir, arriesgar, contactar con los diferentes jefes de compañías, disponer de un contrato discográfico para poder lanzar discos, etc. Además, como en el verdadero espíritu del rock & roll, Popmundo te permite ir de fiesta, conocer muchísimos personajes, tener una familia (esto último adquiriendo el modo "vip", adoptar o usar créditos), casarse también requiere del modo VIP etc. Además de todo eso, también se puede llegar a ser el alcalde o el tesorero de una de las ciudades disponibles en el juego, junto con la creación de empresas y locales, pero, estas opciones están ligadas a la compra de productos de créditos que desbloquean dichas opciones, no es necesario ser VIP.
También la posibilidad de realizar acciones robar o agredir a otros personajes para ello tienes que tener activo el modo PVP que para ello saldrá una pistola al lado del personaje para que la gente lo sepa indistintamente de si perteneces al popmundo o the great heist, es lo mismo que popmundo los mundos son compartidos pero en vez de crear una carrera musical creas una carrera criminal. 
Cabe decir que no todas las personas quieren crear una carrera criminal o musical, también podemos encontrarnos gente que se dedique a hacer rutas, descubrir mapas, aventuras, deportistas, surfistas, gente que participe en eventos y viva de ello, médicos, bomberos... entre otras muchas cosas.

## El nombre del juego
Originalmente, el juego se llamaba Popomundo. El 9 de octubre de 2007 el nombre cambió a Poplove durante dos días. Esto sucedió, según los desarrolladores, debido a que "popomundo" significa cosas "obscenas" en muchas traducciones. Después de una rebelión de los usuarios, el 11 de octubre de 2007 los desarrolladores volvieron a ponerle al juego el nombre de Popomundo. Muchos usuarios se quejaron de que los navegadores y routers asociaban "Poplove" con webs pornográficas y la bloqueaban. Al fin, el 23 de abril de 2008 los desarrolladores deciden eliminar la segunda "O" del nombre del juego, que pasó a llamarse Popmundo.

## La semana del juego
- Lunes se actualizan los desafíos semanales y para los de The great heist (TGH) esta el golpe de la semana.
- Martes se sacan discos (LPs y se hacen fiestas promocionales)
- Miércoles se calculan las ventas semanales de discos y se actualizan las listas de radio.
- Jueves se reparten las nuevas cartas (solo TGH)
- Viernes se pagan al mediodía los salarios y ayudas
- Domingo se cobra el alquiler, se reparten los puntos de experiencia y se sortea la lotería de la ciudad

## Características o datos del personaje
En la página principal del personaje tienes 2 barras la primera es animo que se representa con una carita sonriente, la segunda se representa con un corazón y es salud. 
Si una de estas dos medidas baja del 15% tu personaje será ingresado en un hospital cercano y se quedará allí, sin poder marcharse, hasta que hayas recobrado la suficiente salud o felicidad para llevar una vida normal. Tu personaje también puede hablar con el médico para ser dado de alta del hospital.
Si perteneces al mundo musical (Popmundo) tendrás otra barra que se representa con una estrella es la fama de tu personaje, si perteneces al mundo criminal  (TGH) aquí tendrás una canica o marble que son las monedas del mundo criminal. 
Luego aparece también el símbolo de dólar que es el dinero en efectivo que lleva tu personaje.
Otras cosas que aparecen aquí son la actitud que se pone en personalidad y comportamiento esta puede ser múltiples cosas (supersimpática, amistosa, promiscua, reservada, miedosa, agresiva, púdica, seductora, romántica, sensata, superficial, rebelde...entre otras) esta ayuda  a determinar qué acciones están disponibles para otra gente cuando interactúan contigo e favorece al menos una de las tres áreas de relación (amistad, amor y enemistad) y normalmente dificulta al menos otra. La mayoría de las actitudes afectan a las tres áreas de relación de alguna manera. 
Luego hay diferentes factores que también influyen como son los atributos, estos son;
- Carisma útil para cualquiera que le guste relacionarse y abrirse paso en la vida fraternizando con otros personajes. El carisma también te da ventajas en muchas áreas de tu carrera que requieren una personalidad persuasiva y agradable.
- Aspecto determina lo bien que te reciben los fans, críticos y amantes
- Voz, atributo vocal determina lo buen cantante que eres.
- Talento musical, crea las bases de muchos esfuerzos creativos en tu carrera musical. No serás un gran escritor de canciones sin este.
- Inteligencia,  como más alta sea más rápido aprenderás habilidades por tu cuenta, te ayuda con tus estudios, aprender cosas nuevas, enfrentarse a lo desconocido
- Constitución ayuda a mantener una buena salud y a recuperarte de actividades extenuantes más rápidamente. A veces, una buena constitución y un merecido descanso, es todo lo que necesitas para ponerte en marcha otra vez.
- Fuerza, te ayuda a impresionar a tus amigos con tus músculos abultados.
- Destreza, representa tu capacidad básica para realizar hábilmente tareas avanzadas con tus manos y tu cuerpo. Ayuda mucho en el deporte y en el TGH pero es poco importante para los músicos.

## Ciudades
Los personajes viven en ciudades actualmente hay 49 ciudades que pueden ser las siguientes:
| Ciudad         | País                            |
| -------------- | ------------------------------- |
| Ámsterdam      | Bandera de los Países Bajos     |
| Antalya        | Bandera de Turquía              |
| Ankara         | Bandera de Turquía              |
| Bakú           | Bandera de Azerbaiyán           |
| Barcelona      | Bandera de España               |
| Belgrado       | Bandera de Serbia               |
| Berlín         | Bandera de Alemania             |
| Bruselas       | Bandera de Bélgica              |
| Bucarest       | Bandera de Rumania              |
| Budapest       | Bandera de Hungría              |
| Buenos Aires   | Bandera de Argentina            |
| Chicago        | Bandera de Estados Unidos       |
| Copenhague     | Bandera de Dinamarca            |
| Dubrovnik      | Bandera de Croacia              |
| Esmirna        | Bandera de Turquía              |
| Estambul       | Bandera de Turquía              |
| Estocolmo      | Bandera de Suecia               |
| Glasgow        | Bandera de Escocia              |
| Helsinki       | Bandera de Finlandia            |
| Johannesburgo  | Bandera de Sudáfrica            |
| Kiev           | Bandera de Ucrania              |
| Londres        | Bandera de Inglaterra           |
| Los Ángeles    |                                 |
| Madrid         | Bandera de España               |
| Manila         | Bandera de Filipinas            |
| Melbourne      | Bandera de Australia            |
| Milán          | Bandera de Italia               |
| México DF      | Bandera de México               |
| Montreal       | Bandera de Canadá               |
| Moscú          | Bandera de Rusia                |
| Nashville      |                                 |
| Nueva York     |                                 |
| París          | Bandera de Francia              |
| Oporto         | Bandera de Portugal             |
| Río de Janeiro | Bandera de Brasil               |
| Roma           | Bandera de Italia               |
| São Paulo      | Bandera de Brasil               |
| Sarajevo       | Bandera de Bosnia y Herzegovina |
| Seattle        |                                 |
| Singapur       | Bandera de Singapur             |
| Shanghái       | Bandera de China                |
| Sofía          | Bandera de Bulgaria             |
| Tallin         | Bandera de Estonia              |
| Tokio          | Bandera de Japón                |
| Toronto        | Bandera de Canadá               |
| Tromsø         | Bandera de Noruega              |
| Varsovia       | Bandera de Polonia              |
| Vilna          | Bandera de Lituania             |
| Yakarta        | Bandera de Indonesia            |

## Géneros musicales
Los géneros musicales disponibles a la hora de crear una banda son:
- Blues
- Country and Western
- Electrónica
- Flamenco
- Heavy metal
- Hip Hop
- Jazz
- Música africana
- Música clásica
- Música étnica
- Música latina
- Pop
- Punk rock
- Reggae
- Rock
- Rock moderno
- R&B